# Agaphy TV
Aghapy TV ist ein koptischer Fernsehsender.
Aghapy ist das griechisch-koptische Wort für Agape und bedeutet Gottes reine und göttliche Liebe. Der Sender wurde von der koptischen Kirche im Jahr 2005 gegründet. Das Motto des Senders lautet Siehe da, eine Tür im Himmel wurde geöffnet (Offenbarung 4,1 ) Der Sitz des Senders ist in Kairo, Ägypten. Es werden Gottesdienste, christliche Musik und Filme übertragen. Das Programm kann über den Satelliten Telstar empfangen werden sowie auch via Internet gesehen werden.